# Being Somebody
Being Somebody è il secondo album del gruppo inglese dei Liberty X.

## Tracce
1. Intro (Being Somebody) (Lundon, Taylor, Secon, Morgan)
2. Jumpin (Peden, Silvas, Russell)
3. Being Nobody (Richard X vs Liberty X) (Oakey, Marsh, Ware, Hawk Wolinski)
4. Everybody Cries (Robinson, Gabriel)
5. Watcha Doin' Tonite (Taylor, Lundon, Secon, Morgan)
6. The Poet (Kipner, Frank, Sheyne)
7. I'll Be Remembering (Lundon, Taylor, Secon, Morgan)
8. The Last Goodbye (Taylor, Lundon, Simm, Heaton, Young, Hill)
9. Let Go (Simm, Lundon, Young, Migisha, Porter, Bello, Reid)
10. Forever (Heaton, Young, Taylor, Lundon, Simm, Chag)
11. Close Your Eyes (Simm, Lundon, Black, Wilson, Hernandez)
12. I Just Wanna (Lundon, Simm, Harwood, Keynes, O'Mahony, Silvas)
13. Impossible (Young, Heaton, Simm, Lundon, Taylor, Soloman, Shorten)
14. Take Me Home (Simm, Lundon, Harwood, Keynes, O'Mahony, Silvas)
15. Story Of My Life (Lundon, Young, Safinia, Reeves)
16. Maybe (Lundon)
17. Where Do We Go From Here [Hidden Track]